# Swobodnoje (Kaliningrad, Bagrationowsk)
Swobodnoje (Свободное, deutsch Lichtenfelde) war ein Ort in der russischen Oblast Kaliningrad (Gebiet Königsberg (Preußen)) und gehörte bis 1945 zum Kreis Preußisch Eylau in Ostpreußen.
Die Ortsstelle liegt heute im Munizipalkreis Rajon Bagrationowsk (Stadtkreis Preußisch Eylau).

## Geographische Lage
Die Ortsstelle Swobodnojes resp. Lichtenfeldes liegt im südlichen Westen der Oblast Kaliningrad, 20 Kilometer nördlich der einstigen Kreis- und heutigen Rajonshauptstadt Preußisch Eylau (russisch Bagrationowsk).

## Geschichte
Die Gründung des Dorfs Lichtenfeldt erfolgte nach 1350. Nach 1790 hieß der Ort Lichtenfeld, und nach 1820 bis 1950 Lichtenfelde. Neben dem Dorf bestand ein größeres Gut, zu dem ein entsprechender Park sowie ein Teich gehörte.
Im Jahre 1874 wurde Lichtenfelde sowohl als Landgemeinde als auch als Gutsbezirk in den neu errichteten Amtsbezirk Jesau (russisch Juschny) im ostpreußischen Kreis Preußisch Eylau eingegliedert. Die Zahl der Einwohner Lichtenfeldes belief sich im Jahre 1910 auf 137, von denen 79 zum Gut und 58 zum Dorf gehörten.
Am 30. September 1928 wurden der Gutsbezirk Lichtenfelde sowie der Nachbargutsbezirk Katharinenhof (russisch Juschny, bis 1993 Jamskoje) in die Landgemeinde Lichtenfelde eingemeindet. Im Jahre 1930 änderte sich deren Zugehörigkeit vom bisherigen Amtsbezirk Jesau in den neu formierten Amtsbezirk Wittenberg (russisch Niwenskoje). 1933 registrierte die Gemeinde Lichtenfelde insgesamt 212 Einwohner, 1939 waren es 215.
Im Jahre 1945 wurde Lichtenfelde mit dem gesamten nördlichen Ostpreußen in Kriegsfolge an die Sowjetunion abgetreten. 1947 wurde das Dorf dem Niwenski selski Sowet (Dorfsowjet Niwenskoje – Wittenberg) zugeordnet. Er gehörte bis 1959 zum Rajon Kaliningrad. 1950 erhielt das Dorf die russische Namensform „Swobodnoje“. Zwar wurde der Ort in den ersten Nachkriegsjahren noch besiedelt, dann aber bald und schon lange vor 1988 verlassen. Heute gilt er offiziell als untergegangen. Seine Ortsstelle liegt jetzt im Rajon Bagrationowsk (Stadtkreis Preußisch Eylau) in der Oblast Kaliningrad (Gebiet Königsberg (Preußen)) der Russischen Föderation.

## Religion
Lichtenfelde war bis 1945 in die evangelische Kirche Jesau in der Kirchenprovinz Ostpreußen der Kirche der Altpreußischen Union eingepfarrt.

## Verkehr
Die Ortsstelle Lichtenfelde resp. Swobodnoje liegt nördlich der Kommunalstraße 27K-188, die von Juschny (Jesau) an der 27A-017 (ex A 195, frühere deutsche Reichsstraße 128) über Solnetschnoje (Thomsdorf) nach Tschechowo (Uderwangen) an der 27A-083 (ex A 196, frühere deutsche Reichsstraße 131) führt. Die nächste Bahnstation ist Wladimirowo (Tharau) an der Bahnstrecke Kaliningrad–Bagrationowsk, die früher von Königsberg (Preußen) bis nach Prostken und weiter bis nach Brest verlief.